# Дюъл (окръг, Небраска)
Вижте пояснителната страница за други значения на Дюъл.
Окръг Дюъл (на английски: Deuel County) е окръг в щата Небраска, Съединени американски щати. Площта му е 1142 km², а населението - 2098 души (2000). Административен център е град Чапъл.